# 50х50 (телепередача)
«50х50» — информационно-познавательная развлекательно-музыкальная телепрограмма, выходившая с 1989 по 2000 год. Дебютировала по Первой программе ЦТ как музыкальное приложение к программе «Взгляд» 7 марта 1989 года. Выходила в эфир по Первой программе ЦТ как музыкальное приложение к передаче «…До 16 и старше» со 2 июня 1989 года по 5 октября 1990 года. Это телешоу, ориентированное преимущественно на молодёжную аудиторию. Символ программы — фирменная заставка в виде зебры.

## История
Программа впервые вышла в эфир на Первой программе ЦТ 7 марта 1989 года, как приложение к программе «Взгляд». С 1989 по 1991 год ведущим был Сергей Минаев. В 1990 году его соведущим стал Алексей Весёлкин, несколько выпусков они провели вместе. В 1991 году программу вёл единолично Весёлкин, чуть позже его соведущей стала Ксения Стриж, а в 1993 году режиссёр программы Николай Фоменко привёл ей на смену Диану Рубанову (Дина Ди). Некоторые выпуски Весёлкин вёл один. В 1992 году программа выходила на телеканале 2х2, но вскоре вернулась на 1-й канал Останкино. Несколько выпусков в 1992 году провели Николай Фоменко и Сергей Кальварский. В начале 1998 года программа была закрыта, но 19 сентября 1998 года она была возобновлена на РТР под названием «50х50. Буду звездой», ведущим снова стал Сергей Минаев, некоторые выпуски вместо него вёл Кирилл Кальян. В новой версии ведущий передавал комментарий подросткам, каждый из которых мечтал стать звездой. Как и в прошлых выпусках, показывались музыкальные клипы популярных звёзд. 24 апреля 1999 года вышел последний выпуск на РТР. Позже программа перешла на ТВ-6, последний выпуск вышел в 2000 году.
Некоторые выпуски вместе с основными ведущими вели специально приглашённые звёзды. В 1989 году первый выпуск вместе с Минаевым провела Эльза Леждей, а в 1991 финальный выпуск провели Сергей Минаев, Алексей Весёлкин, Алла Пугачёва и Кабаре-дуэт «Академия». Некоторые выпуски вели и другие известные артисты. Так один из выпусков 1989 года вместе с Сергеем Минаевым провели Олег и Родион Газмановы. В 1991 году соведущими Алексея Весёлкина были Артур Гаспарян и Николай Солдатенков.
В 1992 году несколько выпусков вела Наталья Ветлицкая в рамках рубрики «Клуб мужей».

## О программе
Название отражало концепцию программы: половина музыки и половина информации, половина приглашённых, уже известных поп-звёзд и половина начинающих. В информационной части рассказывалось о новостях в мире шоу-бизнеса, музыкальных мероприятиях. Репортажи велись из разных мест в 1992 году программа освещала Олимпийские игры в Барселоне. Помимо прочего, в программе показывали новые видеоклипы, брали интервью у звёзд. Также в программе устраивались конкурсы и викторины от звёзд российской эстрады и спонсоров.

«…это была достаточно новаторская передача, и она являлась первооткрывателем на советском телевидении подобного формата, рассказывая о жизни наших звёзд. Она показывала не только „улыбку“ шоу-бизнеса, но и его „зад“, даже в основном показывала его, а это уже — несколько иная тема передачи, которая вообще не обсуждалась. „50/50“ — довольно дерзкая телепрограмма, и, несмотря на то, что там было много песен и музыки и подобных вещей, чтобы нравиться телезрителям, всё, что имело отношение к репортажам, — всегда было достаточно критично. И все мои пародии в первые три года этой передачи были, если не сказать злыми, то весьма противными для тех, кого мы в них „дёргали“!».— Сергей Минаев, интервью газете «Кругозор плюс», ФРГ

## Заставка
Первая заставка существовала с 1990 по 1992 год. На чёрном фоне появляется серый квадрат, по которому продвигается зебра и появляется название. Подобная заставка используется между сюжетами, а после неё появляется фраза «У вас в гостях телешоу 50х50»
С 1992 по 2000 год использовалась другая заставка. На фоне вращающегося колеса в виде зебры изображена сама же зебра, которая прилетает к середине. Далее она взрывом рассыпается на куски в разные стороны экрана, остаётся слепленный знак «Умножение» и вместе с оранжевыми цифрами «5» и «0» куски снова складываются в зебру и появляется название, которое в конце увеличивается. На РТР возле названия в этой заставке было написано словосочетание «Буду звездой!»
Существовала также новогодняя заставка. На медном фоне с идущим снегом пролетает ёлка. Со вспышкой снега и отображением снеговика появляется название и логотип.
Во всех заставках звучала песня «Фифти-фифти» в исполнении Сергея Минаева. Композитор и автор слов — Сергей Минаев.

## Факты
- В 1991 году программа одной из первых сообщила о рождении сына Кристины Орбакайте и Владимира Преснякова Никиты
- В середине 90-х годов в рамках телешоу «50х50» совместно с Министерством культуры, Министерством образования и МВД был учреждён социальный музыкальный конкурс «Хрустальный башмачок» для детей из многодетных семей малообеспеченных семей и из сиротских учреждений. Мэтры шоу-бизнеса всячески помогали юным дарованиям: бесплатно делали записи фонограмм, принимали совместное участие в концерте, дарили песни. Финалисты конкурса в качестве награды ездили бесплатно в Диснейленд в США, а некоторые были отправлены на учёбу в Майами.
- В октябре 1992 года студия «Союз» выпустила двойной сборник новинок от этого телешоу[8]
- Параллельно с программой существовала компания 50х50 production, выпускавшая видеоклипы для неё.